# Van den Bosch Transporten
Van den Bosch, voorheen Van den Bosch Transporten is een groot transportbedrijf dat gespecialiseerd is in bulktransporten en zijn hoofdvestiging heeft te Erp.

## Geschiedenis
De voorloper van het bedrijf is omstreeks 1945 ontstaan als een expeditiebedrijf, dat werd gerund door Piet van den Bosch. Men reed aanvankelijk met dumpwagens van het Amerikaanse leger, maar in 1953 werd de eerste Volvo-vrachtwagen aangeschaft.
In 1964 startte Piets zoon Ad van den Bosch het huidige bedrijf. Aanvankelijk was hij de enige chauffeur en reed hij enkele dagen per week, terwijl hij zijn baan als monteur nog aanhield. Na een jaar was het vervoer dermate uitgebreid, dat Van den Bosch zes dagen in de week rondreed als chauffeur en op zondag de planning en boekhouding deed. In 1966 werd het wagenpark uitgebreid. Het bedrijf groeide en in 1971 werd een nieuwe garage geopend aan het Hoogven te Erp. Op deze plaats is nog steeds het hoofdkantoor van de firma gevestigd. In 1975 werd een wasstraat in gebruik genomen. In 1986 werd een sterk gemoderniseerde wasstraat geopend. Het belang hiervan was gelegen in het feit dat Van den Bosch veel voedingsmiddelen vervoerde.
In 1977 werd het transportbedrijf Thies te Assen overgenomen, waardoor Van den Bosch ook in het noorden van Nederland gemakkelijker activiteiten kon ontplooien. In het zuiden werd in 1980 een vestiging te Neer opgericht. In 1982 werd de honderdste Volvo in gebruik genomen en in 1987 de tweehonderdste. In 1989 werd de tankwagendivisie van Transportgroep Van der Graaf overgenomen. Een jaar later werd een vestiging te Amsterdam geopend. 
In 1994 werd het internationaal transportbedrijf Van der Donk in 's-Hertogenbosch overgenomen. Bovendien kwam er een Duitse vestiging van de grond, in Salzgitter. In 1996 kwam het bedrijf Meulemeester in Tielt in handen van Van den Bosch. Veel van deze bedrijven waren gespecialiseerd in bulktransporten van voedingsmiddelen, vaak in vloeibare vorm.
In 1998 heeft Peter van den Bosch, zoon van Ad van den Bosch, het familiebedrijf overgenomen. In datzelfde jaar werd in Bergen op Zoom een overslagterminal (OTB) in gebruik genomen, waardoor overslag van en naar binnenvaart, rail- en wegtransport vergemakkelijkt werd, terwijl in 2003 het Rotterdamse tankcontainertransportbedrijf Jumbotainers werd overgenomen en vestigingen in Spanje en Engeland werden gestart. In 2004 ging het nieuwe hoofdkantoor in Erp open en in 2005 werden, in het kader van specialisatie, de distributie-activiteiten in 's-Hertogenbosch overgedragen aan Abrex BV te Udenhout. In 2006 werd het in vrachtvervoer naar Spanje gespecialiseerde bedrijf Van Heur Transport overgenomen. In hetzelfde jaar werd een vestiging in Engeland opgericht en nam Van den Bosch Silo-Tank in Gunskirchen over, waarmee een Oostenrijkse en Hongaarse vestiging werden toegevoegd.
In de jaren die volgden verschoof de focus in toenemende mate naar intermodaal transport: een combinatie van transport per weg, per water en per spoor. In 2010 was het aandeel intermodaal transport voor het eerst groter dan het aandeel wegtransport. In 2014 vierde Van den Bosch haar 50-jarig jubileum.
In 2015 werd de eerste niet-Europese vestiging geopend, namelijk Van den Bosch DMCC in Dubai. Vanuit deze vestiging worden de containertransporten binnen de EMEA-regio (Europa, Afrika en Midden-Oosten) gecoördineerd.
In 2016 heeft Van den Bosch een joint venture gesloten met het Zuid-Afrikaanse bedrijf Aspen International. Dat heeft geresulteerd in de eerste Afrikaanse vestiging, namelijk Aspen International in Kaapstad. In 2016 werd een tweede Afrikaanse vestiging geopend in de haven van Tema, Ghana, waar een tankreiniging werd geopend.
In 2017 heeft Peter van den Bosch de leiding overgedragen aan Rico Daandels. De voormalig CFO van Van den Bosch bekleedt voortaan de functie CEO. Peter van den Bosch is nog steeds eigenaar van de onderneming.

## Heden

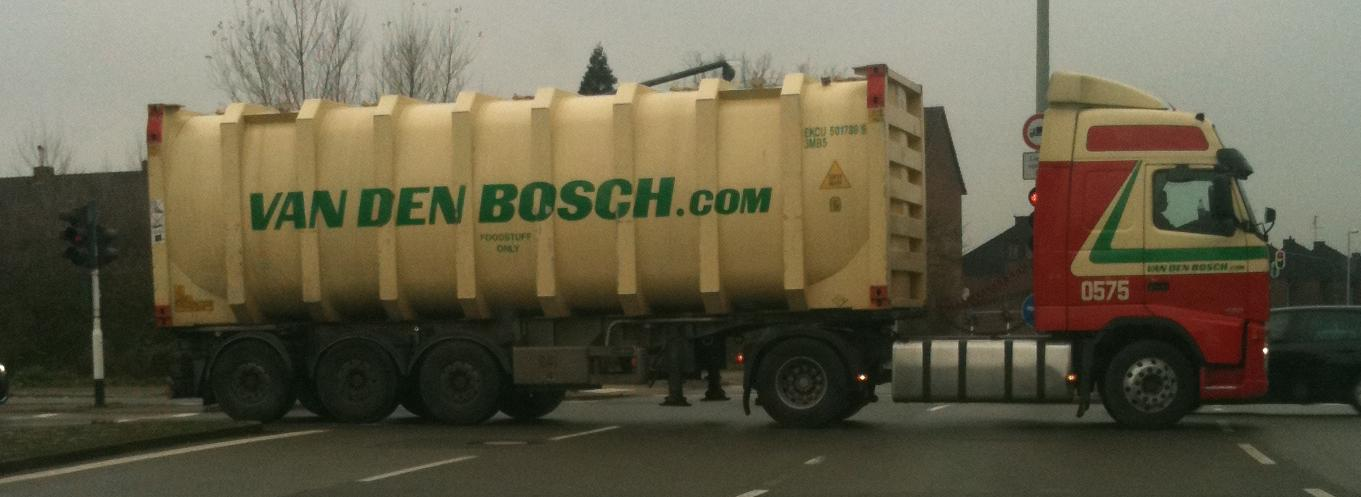
Vrachtwagen Van den Bosch

Het bedrijf specialiseert zich in droge en vloeibare bulktransporten voor de levensmiddelen- en chemische industrie. Dit geschiedt door middel van silo-opleggers, silo-containers, tankopleggers en tankcontainers. Vestigingen zijn er in Nederland, Duitsland, Engeland, Oostenrijk, Italië, Zweden, Spanje en Hongarije. Tevens heeft Van den Bosch een tweetal vestigingen buiten Europa, namelijk in Dubai en Tema (Ghana).